# Pojedyncze logowanie
Pojedyncze logowanie (ang. single sign-on, SSO) – możliwość jednorazowego zalogowania się do usługi sieciowej i uzyskania dostępu do zasobów innych usług, które obsługują dany rodzaj potwierdzania tożsamości. Technikę pojedynczego logowania zaimplementowano m.in. w Koncie Google, Facebook Connect, czy Koncie Microsoft. Implementacje logowania SSO opierają się na takich standardach, jak m.in. OpenID, OpenID Connect (dla uwierzytelniania), czy OAuth2 i SAML (dla uwierzytelniania lub autoryzacji).
W niektórych publikacjach preferowany jest termin zredukowane logowanie. Według nich nazwa pojedyncze logowanie jest błędna, bo „nie da się go osiągnąć w niejednolitej strukturze IT”.
W strukturze jednolitej lub gdzie scentralizowano bazę użytkowników, technika pojedynczego logowania posiada wyraźnie widoczne zalety. Wszyscy użytkownicy w tej strukturze posiadaliby pojedyncze dane uwierzytelniające (na przykład zachowane w katalogu LDAP), co skracałoby czas poświęcany na rejestrację i logowanie dla użytkownika. Pozwala to również uprościć aplikacje - nie ma potrzeby tworzenia różnych formularzy logowania i mechanizmów uwierzytelniania, a także nie trzeba przejmować się przechowywaniem danych pojedynczych użytkowników. Wszystkie procesy mogłyby wtedy używać wspólnej bazy służącej do uwierzytelniania (i autoryzacji) użytkowników. Problem pojawia się w momencie, gdy nieuprawniona usługa lub osoba wykorzysta dane dostępne we wspólnym repozytorium przeciwko użytkownikowi.
Współcześnie istnieją technologie pozwalające na stworzenie niejednolitej architektury ze scentralizowanym logowaniem, ale bez scentralizowanej i współdzielonej między usługami bazy użytkowników, które zapewniają funkcjonalność pojedynczego logowania. Przykładem może być technologia JSON Web Token (JWT), w której aplikacja kliencka użytkownika (np. przeglądarka, aplikacja mobilna) otrzymuje podczas logowania zakodowany bilet (ang. token) zawierający wszystkie dane potrzebne do dalszego uwierzytelnienia w usługach wraz z podpisem gwarantującym autentyczność i nienaruszalność tych danych.